# Leiomela
Leiomela là một chi rêu trong họ Bartramiaceae.